# Lapjärvi (sjö i S:t Michel, Södra Savolax)
Lapjärvi är en sjö i kommunen S:t Michel i landskapet Södra Savolax i Finland. Sjön ligger 86,8 meter över havet. Den är 13,5 meter djup. Arean är 57 hektar och strandlinjen är 8,8 kilometer lång. Sjön  ingår i Vuoksens huvudavrinningsområde.   Den ligger omkring 39 kilometer söder om S:t Michel och omkring 180 kilometer nordöst om Helsingfors. 